# Dalechampia indica
Dalechampia indica är en törelväxtart som beskrevs av Robert Wight. Dalechampia indica ingår i släktet Dalechampia och familjen törelväxter. Inga underarter finns listade i Catalogue of Life.